# GOES 16

O GOES 16 (chamado GOES-R antes de atingir a órbita) é o primeiro da próxima geração de satélites meteorológicos a ser operado pela National Oceanic and Atmospheric Administration dos Estados Unidos, dando sequencia ao sistema GOES. Os próximos satélites da série (GOES-R, S, T, & U) vão estender a disponibilidade do sistema GOES de satélites até 2036. O satélite foi lançado ao espaço em 19 de novembro de 2016.

## A espaçonave
O GOES 16, foi construído pela Lockheed Martin sob um contrato com a NOAA. O satélite foi baseado na plataforma de satélite já bem conhecida e provada, a A2100, com uma grande frota de satélites e mais de 250 anos de serviços em órbita acumulados.
Nessa plataforma, o satélite é estabilizado nos três eixos e tem uma expectativa de vida útil operacional de 10 anos em órbita, precedidos de 5 anos em estado de "armazenamento" em órbita. O satélite fornece observações por instrumentos de forma quase contínua, assim como isolamento de vibrações para o banco ótico com interfaces de alta velocidade para maximizar a coleta de dados científicos. Tudo isso significa cerca de duas vezes a capacidade de coleta de dados das versões atuais dos satélites GOES em operação.
A "Revisão Crítica de Desenho da espaçonave foi completada em Abril de 2012, procedimento que revisou e finalizou os critérios de desenho que foram usados para construir o satélite GOES 16.